# Конота еквадорська
Коно́та еквадорська (Cacicus oseryi) — вид горобцеподібних птахів родини трупіалових (Icteridae). Мешкає на заході Амазонії. Раніше цей вид відносили до монотипового роду Еквадорська конота (Clypicterus), однак за результатами молекулярно-філогенетичного дослідження 2014 року він був переведений до роду Касик (Cacicus).

## Поширення та екологія
Еквадорські коноти мешкають на півдні Колумбії, на сході Еквадору, на північному сході Перу та на крайньому заході Бразилії. Вони живуть у вологих рівнинних тропічних лісах терра-фірме та в заболочених лісах. Зустрічаються на висоті до 750 м над рівнем моря.